# Conus gubba
Conus gubba é uma espécie de gastrópode do gênero Conus, pertencente à família Conidae.